# 驢子當家
《驢子當家》是一部2018年巴基斯坦電腦動畫喜劇電影，由阿齊茲·金達尼執導，於2018年10月13日在巴基斯坦由Geo Films和Talisman Studios發行。在全國取得成功後，它成為第一部被翻譯成十種語言在多個國際影院上映的巴基斯坦電影。
它是目前巴基斯坦票房最高的動畫長片，也是巴基斯坦票房最高的電影之一
。

## 劇情
一日，年邁的獅子國王巴沙哈決定退休，在顧問狐狸菲娜的建議下，開放人民競選下一屆的國王。微不足道的驢子洗衣工曼古，個性懶惰，經常幻想自己成為國王。結果在選舉中，曼古以親民的形象意外勝選，成為新國王。然而事實上曼古對於治國一無所知，在得到王位後，他必須面對自己的懶散，以及皇宮內一場神秘的陰謀與危機。

## 外部連結
- 互联网电影数据库（IMDb）上《驢子當家》的资料（英文）
- 驢子當家的Facebook專頁